# Романо, Дэйв
Дэ́вид Дж. «Дэйв» Рома́но (англ. David G. "Dave" Romano; род. 1 июня 1940) — канадский кёрлингист.
В составе мужской сборной Канады чемпион мира (1972). Чемпион Канады среди мужчин 1972 года.
Играл на позиции третьего.

## Достижения
- Чемпионат мира по кёрлингу среди мужчин: золото (1972).
- Чемпионат Канады по кёрлингу среди мужчин: золото (1972).

- Команда «всех звёзд» (англ. All Star Team) мужского чемпионата Канады: 1972[3].

## Команды
| Сезон   | Четвёртый     | Третий      | Второй       | Первый     | Турниры           |
| ------- | ------------- | ----------- | ------------ | ---------- | ----------------- |
| 1971—72 | Орест Мелещук | Дэйв Романо | Джон Ханесяк | Пэт Хейли  | ЧК 1972 · ЧМ 1972 |
| 1976—77 | John Usackis  | Дэйв Романо | Ed Thomson   | Bob Collez | ЧК 1977 (6 место) |

(скипы выделены полужирным шрифтом)